# 青墓宿
青墓宿（あおはかのしゅく）は、美濃国不破郡青墓村(現在の岐阜県大垣市青墓町)にあったとされている古代・中世の東山道の宿駅。青波賀，奥波賀，遭墓，大墓，青波加，青冢とも書く。
不破関の東側にある宿駅で、平安時代末期から鎌倉時代に遊女や傀儡子が多くいたことで知られ、『梁塵秘抄』などに伝承が遺されている。『十訓抄』によると、『詞花和歌集』6巻の「はかなくも今朝の別れの惜しきかな　いつかは人をながらえて見し」は、青墓の傀儡女、名曳（なびき）が詠んだものといわれる。
『吾妻鏡』建久元年10月29日条には上洛途中の源頼朝が、ここで宿泊して青墓宿の長者・大炊兼遠とその娘を召したこと、合わせて頼朝の祖父源為義が大炊兼遠の姉を妾としていたこと、頼朝の父・源義朝が東国と京都の往復の際に大炊の家に宿泊したことが記されている。
河内源氏と青墓宿との関係の深さから『保元物語』や『平治物語』にも青墓宿が登場する。
戦国時代に浅井氏の侵攻によって荒廃したと言われているが、詳細は不明である。安土桃山時代の浅野長吉折紙（市田靖氏所蔵文書）が「大墓宿町人中」に宛てて、戦乱で逃げ出した町人を還住させようとしていることから、『岐阜県の地名』は「遊女の宿としての性格は失いながらも、戦国期まで東山道の宿として存続していたと思われる」としている。